# Saint-Aubin-le-Monial
Saint-Aubin-le-Monial és un municipi francès, situat al departament de l'Alier i a la regió d'Alvèrnia-Roine-Alps. L'any 2007 tenia 291 habitants.

## Demografia

### Població
El 2007 la població de fet de Saint-Aubin-le-Monial era de 291 persones. Hi havia 114 famílies de les quals 24 eren unipersonals (16 homes vivint sols i 8 dones vivint soles), 57 parelles sense fills i 33 parelles amb fills.
La població ha evolucionat segons el següent gràfic:
Habitants censats

### Habitatges
El 2007 hi havia 161 habitatges, 119 eren l'habitatge principal de la família, 30 eren segones residències i 13 estaven desocupats. 155 eren cases i 5 eren apartaments. Dels 119 habitatges principals, 93 estaven ocupats pels seus propietaris, 21 estaven llogats i ocupats pels llogaters i 5 estaven cedits a títol gratuït; 1 tenia una cambra, 10 en tenien dues, 13 en tenien tres, 31 en tenien quatre i 64 en tenien cinc o més. 81 habitatges disposaven pel capbaix d'una plaça de pàrquing. A 39 habitatges hi havia un automòbil i a 66 n'hi havia dos o més.

### Piràmide de població
La piràmide de població per edats i sexe el 2009 era:
| Homes | Edats   | Dones |
| ----- | ------- | ----- |
| 0     | 95 o +  | 0     |
| 0     | 90 a 94 | 0     |
| 0     | 85 a 89 | 0     |
| 4     | 80 a 84 | 0     |
| 4     | 75 a 79 | 4     |
| 12    | 70 a 74 | 0     |
| 8     | 65 a 69 | 4     |
| 12    | 60 a 64 | 8     |
| 8     | 55 a 59 | 8     |
| 12    | 50 a 54 | 8     |
| 12    | 45 a 49 | 12    |
| 8     | 40 a 44 | 8     |
| 24    | 35 a 39 | 12    |
| 12    | 30 a 34 | 8     |
| 4     | 25 a 29 | 8     |
| 8     | 20 a 24 | 0     |
| 12    | 15 a 19 | 12    |
| 4     | 10 a 14 | 8     |
| 4     | 5 a 9   | 8     |
| 12    | 0 a 4   | 0     |

## Economia
El 2007 la població en edat de treballar era de 194 persones, 139 eren actives i 55 eren inactives. De les 139 persones actives 135 estaven ocupades (76 homes i 59 dones) i 4 estaven aturades (1 home i 3 dones). De les 55 persones inactives 26 estaven jubilades, 10 estaven estudiant i 19 estaven classificades com a «altres inactius».

### Ingressos
El 2009 a Saint-Aubin-le-Monial hi havia 114 unitats fiscals que integraven 282 persones, la mediana anual d'ingressos fiscals per persona era de 16.749,5 €.

### Activitats econòmiques
Dels 14 establiments que hi havia el 2007, 1 era d'una empresa extractiva, 1 d'una empresa de fabricació d'altres productes industrials, 2 d'empreses de construcció, 3 d'empreses de comerç i reparació d'automòbils, 1 d'una empresa d'hostatgeria i restauració, 1 d'una empresa de serveis, 2 d'entitats de l'administració pública i 3 d'empreses classificades com a «altres activitats de serveis».
Dels 2 establiments de servei als particulars que hi havia el 2009, 1 era una fusteria i 1 empresa de construcció.
L'any 2000 a Saint-Aubin-le-Monial hi havia 24 explotacions agrícoles que ocupaven un total de 1.344 hectàrees.

## Poblacions més properes
El següent diagrama mostra les poblacions més properes.